# (1929) Kollaa
(1929) Kollaa est un astéroïde de la ceinture principale découvert le 20 janvier 1939 par Yrjö Väisälä à Turku, Finlande.
Il a été baptisé d'après la rivière Kollaa en Carélie, où une importante bataille s'est déroulée au début de la Seconde Guerre mondiale, la bataille de Kollaa.